# Stephan Jersch

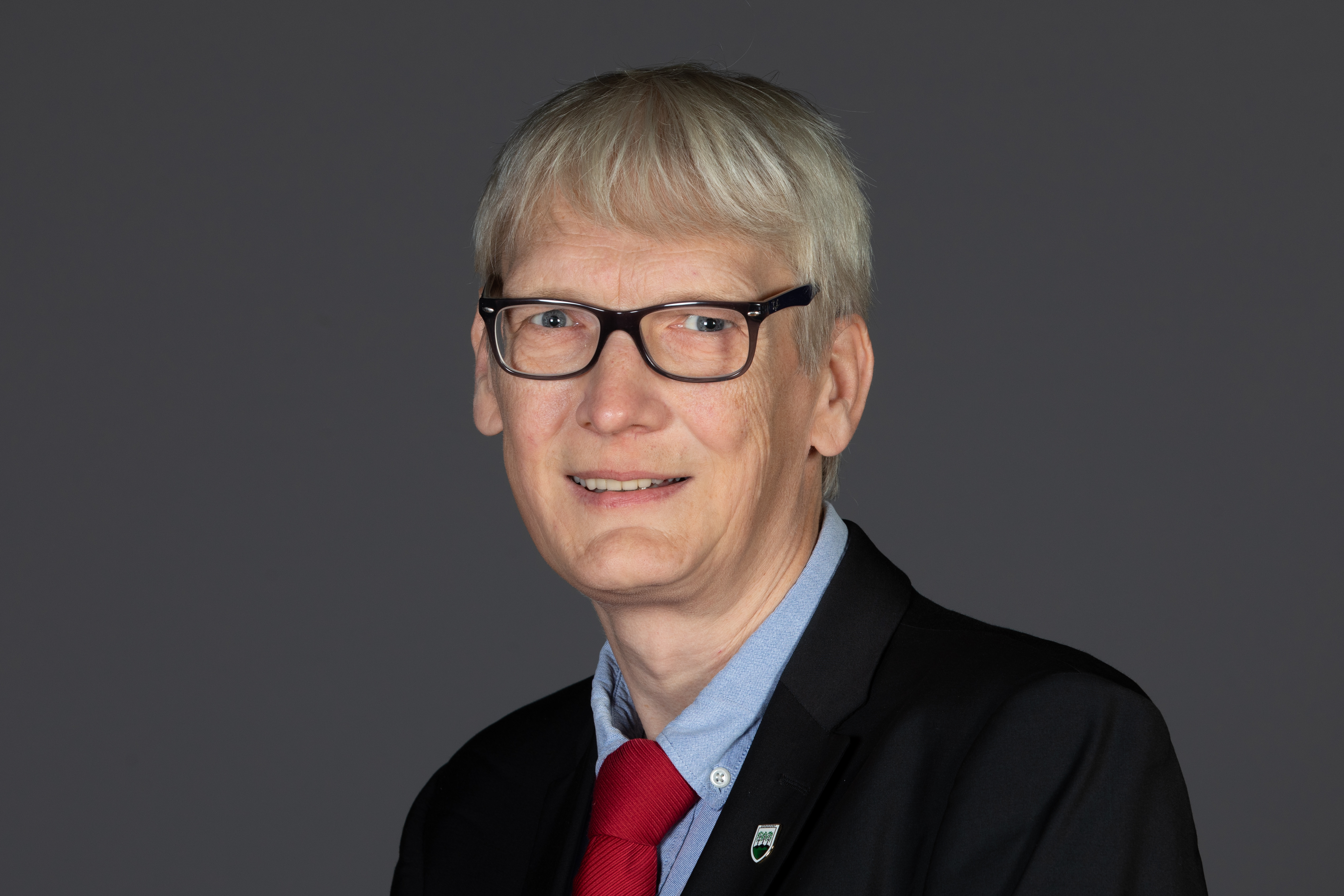
Stephan Jersch, 2018

Stephan Jersch (* 27. Januar 1963 in Rheydt) ist ein deutscher Politiker (Die Linke) und Abgeordneter in der Hamburgischen Bürgerschaft.

## Biografie
Jersch war ab 1980 Mitglied der SPD und ab 1982 Mitglied der DKP. 1990 trat er der PDS bei, aus der Die Linke hervorging. Bei der Bundestagswahl 2002 trat er als Direkt- und Listenkandidat im Landkreis Stade an. Von 2004 bis 2010 gehörte er dem Bergedorfer Bezirksvorstand der PDS bzw. der Linken an. 2008 bis 2014 war er Fraktionsvorsitzender der Linken in der Bezirksversammlung Bergedorf. Bei der Bürgerschaftswahl 2015 erhielt er ein Mandat über die Landesliste.
Jersch gelang am 23. Februar 2020 erneut der Einzug in die Hamburgische Bürgerschaft. Bei der Bürgerschaftswahl 2025 scheiterte er zunächst knapp am Wiedereinzug, rückte aber nach dem Wechsel von Cansu Özdemir in den Bundestag noch vor der konstituierenden Sitzung nach.
Jersch arbeitet als Programmierer, ist ledig und wohnt in Bergedorf.